# Augurk

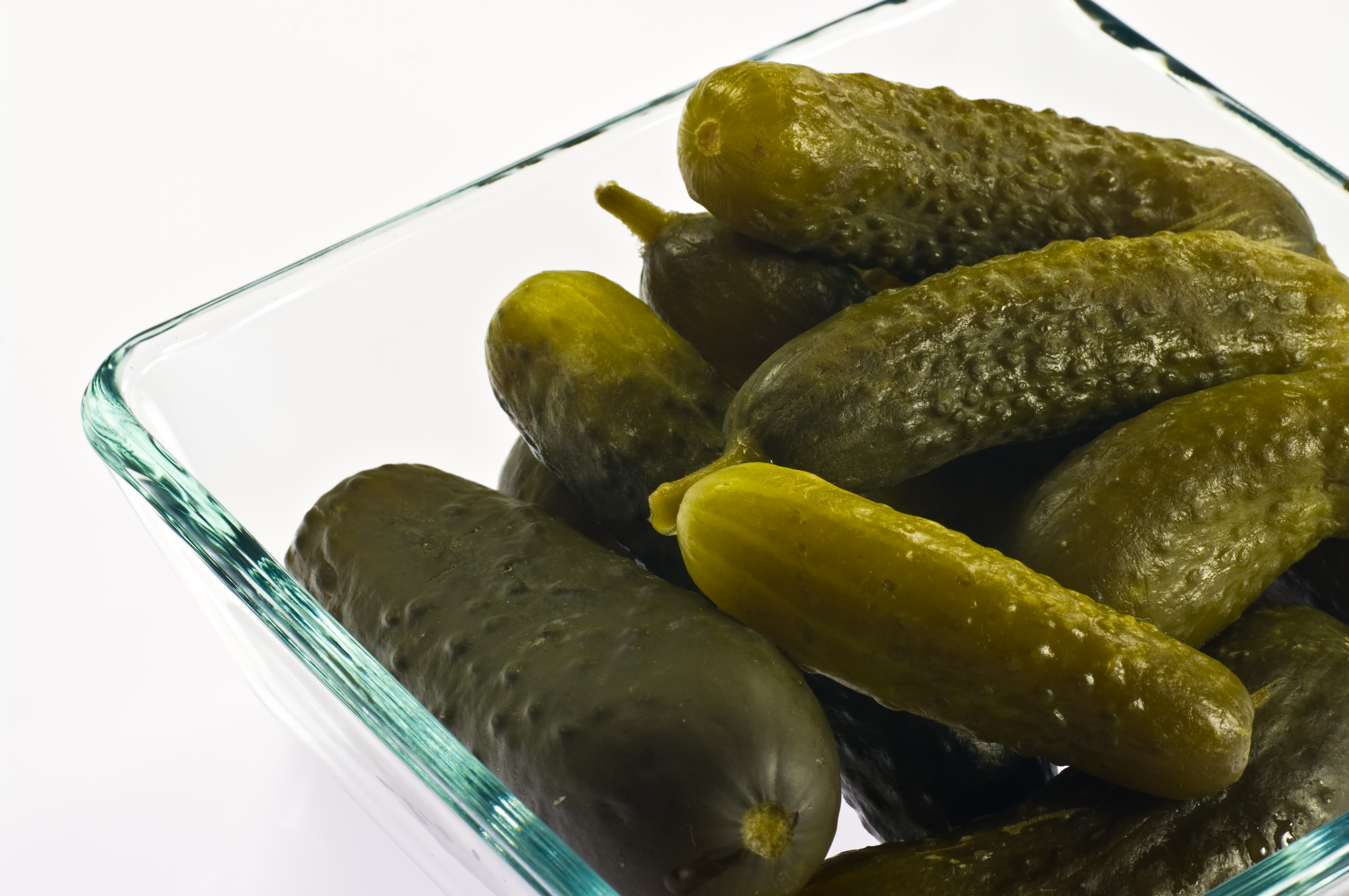
Ingelegde augurken

De augurk is een vrucht van de plant Cucumis sativus uit de komkommerfamilie die wordt ingelegd in azijn of pekel om te fermenteren. 

## Naam
De naam augurk is afgeleid van Oud-Pools ogurek. Het verwante Duitse woord Gurke betekent zowel augurk als komkommer.

## Toepassing en teelt
De vers gegeten komkommer en de augurk zijn verschillende cultuurvormen van dezelfde soort met verschillende eigenschappen. De vruchten die gebruikt worden voor het maken van de augurk zijn kleiner en hebben over het algemeen een dunnere schil dan de vers gegeten komkommer. De augurk mag geen smaak van zichzelf hebben; de komkommersmaak moet geheel ontbreken.
De teelt vindt vlakvelds of aan draad plaats. Vroeger was kruisbestuiving nodig, maar tegenwoordig zijn er ook augurkenrassen die zonder bestuiving vruchtzetten (parthenocarpe rassen). De vrucht is kort en wordt overwegend gebruikt voor het inleggen in azijn en pekel (het Engelse 'pickle' komt hiervandaan), al dan niet met suiker en verschillende kruiden om de smaak te beïnvloeden.
De vrucht moet een lengte/dikteverhouding hebben van ongeveer 3:1 en mag niet buikig, taps, wrattig of ruw zijn. Er worden verschillende sorteringen in vruchtgrootte onderscheiden, zoals 'zeer fijn', 'fijn' en 'middelfijn'. De grootste vruchten worden gebruikt voor de zure bommen. Augurken die te groot zijn om in te maken worden in kwekersdorp Roelofarendsveen 'groffies' genoemd en onbewerkt geconsumeerd. Ook wordt de augurk gebruikt voor het maken van rolmops.

## Inhoudstoffen
De voedingswaarde uitgedrukt per 100 gram augurk is:
| Energetische waarde | 33 kJ / 8 kcal |
| Koolhydraten        | 1,3 gram       |
| Eiwit               | 0,6 gram       |
| Vet                 | 0,2 gram       |
| Vitamine B1         | 0,02 mg        |
| Vitamine B2         | 0,03 mg        |
| Vitamine C          | 7,5 mg         |
| Calcium             | 15 mg          |
| IJzer               | 0,5 mg         |

## Video
- Augurkenoogst en verwerking in 1924

## Taal
- De augurk staat symbool voor zuur, vergelijkbaar met een zuurpruim.
- Een augurk die niet is ingemaakt, is saai en smakeloos. Wanneer over iemand gezegd wordt dat hij het inlevingsvermogen van een droge augurk heeft, bedoelt de spreker te zeggen dat de persoon in kwestie fantasieloos en saai is.